# Lake Gairdner
Lake Gairdner er Australiens tredjestørste Sø (4300 km²).
Som flere andre af Australiens største søer, er Lake Gairdner sjældent fyldt, men henligger det meste af tiden som saltslette. Søen er derfor bedst kendt inden for racing kredse som bruger den til hastighedsrekorder og lignende.
- Wikimedia Commons har flere filer relateret til Lake Gairdner

31°34′S 136°00′Ø / 31.567°S 136.000°Ø
|  | Infoboks uden skabelon Denne artikel har en infoboks dannet af en tabel eller tilsvarende. |